# Gora Sumgina
Gora Sumgina är ett berg i Antarktis. Det ligger i Östantarktis. Australien gör anspråk på området. Toppen på Gora Sumgina är 1 849 meter över havet.
Terrängen runt Gora Sumgina är platt västerut, men österut är den kuperad.  Trakten är obefolkad. Det finns inga samhällen i närheten.